# Baronía de Agres y Sella

Escudo del municipio de Agres, provincia de Alicante.

Escudo del municipio de Sella, provincia de Alicante.

La baronía de Agres y Sella es un título nobiliario español creado el 24 de septiembre de 1527 por el rey Carlos I de España a favor de Mosén Juan de Calatayud, dueño y señor de Sella, quién con previa facultad real fundó este mayorazgo agnaticio.
Su denominación hace referencia al municipio de Agres en la Comunidad Valenciana, España. Situado en el norte de la provincia de Alicante, en la comarca del Condado de Cocentaina. También hace referencia al municipio de Sella de la Comunidad Valenciana, situado en la provincia de Alicante, en la comarca de la Marina Baja.

## Barones de Agres y Sella
|                       | Titular                                                     | Periodo                              |
| Creación por Carlos I | Creación por Carlos I                                       | Creación por Carlos I                |
| --------------------- | ----------------------------------------------------------- | ------------------------------------ |
| I                     | Mosén Johan de Calatayud                                    | 1527-1530                            |
| II                    | Johan Auxias de Calatayud y Calatayud (II de Agres)         | 1530-1565                            |
| III                   | Gaspar de Calatayud y Calatayud (II de Sella, III de Agres) | 1531-1582 (Sella), 1565-1582 (Agres) |
| IV                    | Jaumot de Calatayud y Alzamora                              | 1583-1583                            |
| V                     | Jaume de Calatayud y Bosch                                  | 1583-1605                            |
| VI                    | Jaume de Calatayud y Vallebrera                             | 1605-1619                            |
| VII                   | Joseph de Calatayud y Pallás                                | ca.1635-1670                         |
| VIII                  | Gaspar Carroz de Calatayud                                  | 1670-1716                            |
| IX                    | José Carroz de Calatayud y Ceverio                          | 1716-1776                            |
| X                     | Ignacio Carroz de Calatayud y Ceverio                       | 1776-1778                            |
| XI                    | Rafael de Calatayud y de Castreras                          | 1778-1780                            |
| XII                   | Luis de Calatayud y Yerbes                                  | 1780-1802                            |
| XIII                  | Melchor de Calatayud y Quiles                               | Primeras décadas del siglo XIX       |
| XIV                   | Juan Vicente de Calatayud y Maldonado                       | 1853-1866                            |
| XV                    | Adulfo de Calatayud y Estaña                                | 1866-1913                            |
| XVI                   | Adolfo de Calatayud y Benavent                              | 1916-1987                            |
| XVII                  | Isabel de Calatayud y Sarthou                               | 2005-actual titular                  |

## Historia de los barones de Agres y Sella
Los orígenes de esta familia se remontan al Reino de Navarra y su linaje original era el de Zapata, que posteriormente fue cambiado al de Calatayud al recibir méritos militares en la ciudad de Calatayud. Llegaron a tierras valencianas junto a Jaume I en tiempos de la Reconquista de Valencia. 
Sus méritos se ven plasmados en las trovas que le fueron encomendadas a Mosén Jaume Febrer en 1276 para relatar las hazañas de los caballeros que participaron en las guerras, obra titulada "Trobes de Mossen Jaume Febrer, cavaller, en que tracta dels llinatjes de la conquista de la Ciudad de Valencia e son Regne".

Troba 122

Tres zabates negres, en forma de abarques
De blanch jaquelades, sobre camp de roig
Son Calatayuts, que de les comarques
De Navarra é Jaca deixaren ses marques
E en Calatayut tingueren son goig,
En premis é honors. Namfós lo primer
Richs é poderosos los deixá heretats,
Manant que prengueren, per ferli plaer,
Lo nom de Zapada, é que en lloch darrer
De Calatayut foren nomenats.

A Jaume serviren, é els deixá heretats.
Troba 123

Te Jaume Zapata de Calatayut
Una abarca de or, sobre lo camp blau,
A vostres designes es molt oportú,
Perque al ser valor no excedix algú
E en mostra el gobern en que lo ocupau;
Puix les correríes fent los de Castella
Debés Concentaina, é tota comarca,
Est ab valentía los ferix, é mella,
E de ells, é de moros nha fet gran estella.
Porta esta zabata, que es la antiga marca

Per ser descendent del Rey Santjo Abarca.

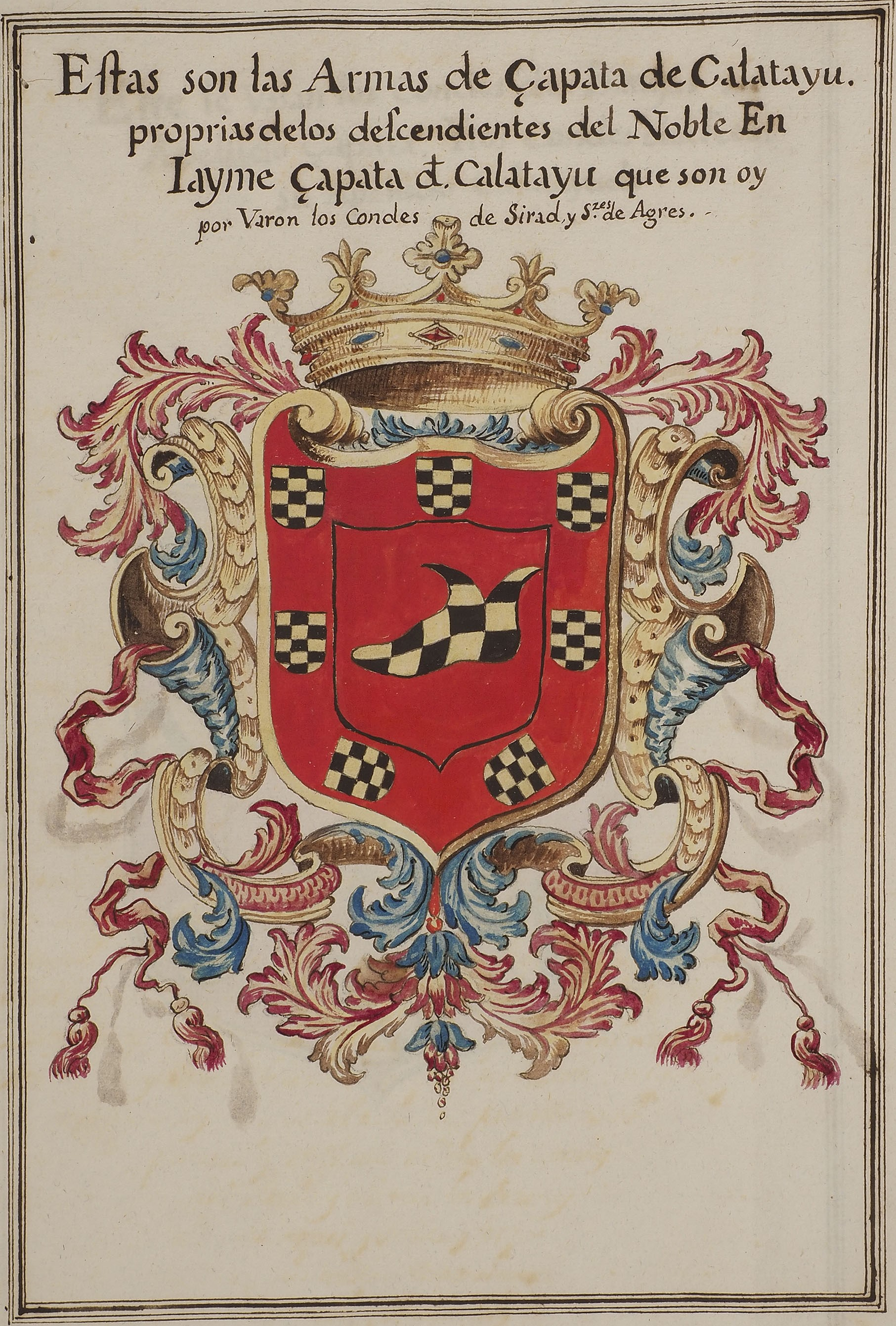
Armas de los Zapata de Calatayud usadas por los condes de Cirat y los barones de Agres y Sella en 1717 (Fondo Condes de Cirat, Portal de Difusión del Archivo de la Diputación de Castellón: https://archivo-dipcas.odilo.es/portalArchivo/consultas)

El padre de Mosén Johan de Calatayud, llamado también Johan, fue señor de los lugares de Benamer y Benefit (Cocentaina) durante el siglo XV.
Mosén Johan de Calatayud casó el 29 de junio de 1468 con Isabel de Calatayud, natural de Bocairente. El 21 de diciembre de 1507 compraron a Gisbert d'Olms (Lucas de Bonastre) el lugar de Sella y el 11 de mayo de 1513 compraron a Juan de Corella y Moncada (III Conde de Cocentaina) el lugar de Agres. Más tarde, el 24 de septiembre de 1527, Carlos I crearía la baronía, quedando Mosén Johan como I barón de Agres y Sella. Fallece en 1530.
Fueron sus hijos:
- Johan Auxias de Calatayud y Calatayud (ca. 1485-25 de noviembre de 1565), toma posesión de la baronía de Agres el 29 de diciembre de 1530 como II barón de Agres.

- Gaspar de Calatayud y Calatayud (ca. 1487-31 de diciembre de 1582), por otro lado, tomaría posesión de la baronía de Sella en enero de 1531 como II barón de Sella. Al fallecer su hermano Auxias, éste toma posesión de su baronía como III barón de Agres. Ambos hermanos no tienen descendencia masculina, por lo tanto la baronía (que había sido separada en dos) pasa toda a manos de:

- Jaumot de Calatayud y Alzamora (f. en 1583), sobrino de los anteriores (su hermano mayor Jaume falleció en 1527), tomó posesión de la baronía de Agres el 1 de enero de 1583 y de la de Sella el día 7 como IV barón de Agres y Sella. A finales de ese mismo año fallecería. Le sucede su hijo:
- Jaume de Calatayud y Bosch (f. el 10 de septiembre de 1605), quien toma posesión de las baronías el 31 de diciembre de 1583 como V barón de Agres y Sella. Casado en 1573 con Gerónima Vallebrera y Mayquez, hija de los señores de Agost. Le sucede su hijo:
- Jaume de Calatayud y Vallebrera (Agres, 27 de diciembre de 1582-Alicante, 2 de abril de 1619), VI barón de Agres y Sella desde 1605. Contrajo segundas nupcias con Leonor Pallás de Guzmán y Vilanova en 1606.

El 2 de abril de 1619 el barón fue asesinado por apuñalamiento a manos de su criado Joseph Cobarro mientras estaba recostado en su lecho. Cinco días después su esposa también fue estrangulada en su lecho. Al tener su hijo Joseph, heredero de la baronía, menos de un año, éste pasó al cuidado de sus tíos Francisco, Luis y Bernardino y fue criado en Valencia, siendo tutor del mismo y ostentando el título de barón temporalmente su tío Francisco desde 1622.
- Joseph de Calatayud y Pallás de Guzmán (Alicante, 1618-¿?, 1670), III conde de Cirat, VII barón de Agres y Sella desde mediados de la década de 1630. Contrajo matrimonio con Damiata Carroz y Artés, condesa de Cirat, en 1633.

Fue su hijo:
- Gaspar Carroz de Calatayud (1640-1716), IV conde de Cirat, VIII barón de Agres y Sella.

Fue su hijo:
- José Carroz de Calatayud y Ceverio (Valencia, 1693-Viena, 1776), V conde de Cirat, VI conde de Villafranqueza, IX barón de Agres y Sella. Su condición de austracista le obligó a residir en Viena gran parte de su vida. Le sucede su hermano:
- Ignacio Carroz de Calatayud y Ceverio (Valencia,1694-1778), marqués del Bosque, VI conde de Cirat, VII conde de Villafranqueza y X barón de Agres y Sella. Casó con Mariana de Castreras (1752-¿?), hija de los barones de Sournia y Beaupuy. Le sucede su hijo:
- Rafael de Calatayud y de Casteras (1778-1780), que contaba con dos años de vida, VII conde de Cirat, XI barón de Agres y Sella.[4]

Al no tener descendencia ni familia cercana que pudiera heredar el título, éste pasó a manos del bisnieto de Melchor de Calatayud y Carroz, hermano de Gaspar Carroz de Calatayud:
- Luis Vicente de Calatayud y Yerbes (Valencia, 1725-¿?), llegó a ostentar el título de XI barón de Agres y Sella desde 1780 hasta 1802. Después, durante unos años, administró la baronía Miguel Catalá y de Calatayud, conde de Cirat y de VIII conde de Villafranqueza.
- Melchor Pascual de Calatayud y Quiles (Almansa, 1754-¿?), hijo de Luis Vicente, ostentó también durante unos años el título de barón de Agres y Sella.

Durante esta época se inician pleitos contra ambos. En 1803 se desestima la pretensión de Vicente Calatayud y Pareja de ostentar la titularidad de las baronías. En 1818 se imprime en Madrid la Defensa Legal por Don Tadeo Calatayud Núm. 80, En el pleyto que en grado de segunda suplicacion pende en el Consejo con Don Melchor Pascual Calatayud Nº. 88, el Conde de Sirat N.89 y Don Vicente Calatayud N. 87 Sobre la sucesion en propiedad del mayorazgo fundado de las Baronias de Agres y Sella por Mosen Juan Calatayud n. 2, en su testamento otorgado en 24 de setiembre de 1527. por el que se prueba que el único sucesor válido es Tadeo Calatayud González (Alicante, 1753), descendiente de Onofre Calatayud, hermano del fundador. No tiene descendencia.
Unas décadas más tarde, el hijo de Vicente Calatayud y Pareja, antiguo pretendiente al título de barón, recibe dicho título:
- Juan Vicente de Calatayud y Maldonado, XIV barón de Agres y Sella. R.C.S. y confirmación el 15 de mayo de 1853. Caballero Gran Cruz de la Real Orden del Santo Sepulcro.

Éste vendió, el 27 de octubre de 1875, el Palacio que había pertenecido a su familia en Sella a los hermanos Cerdá Lloret de Sella. Pasada la Guerra civil, su nieto Juan se estableció en dicha casa hasta fallecer en 1956.

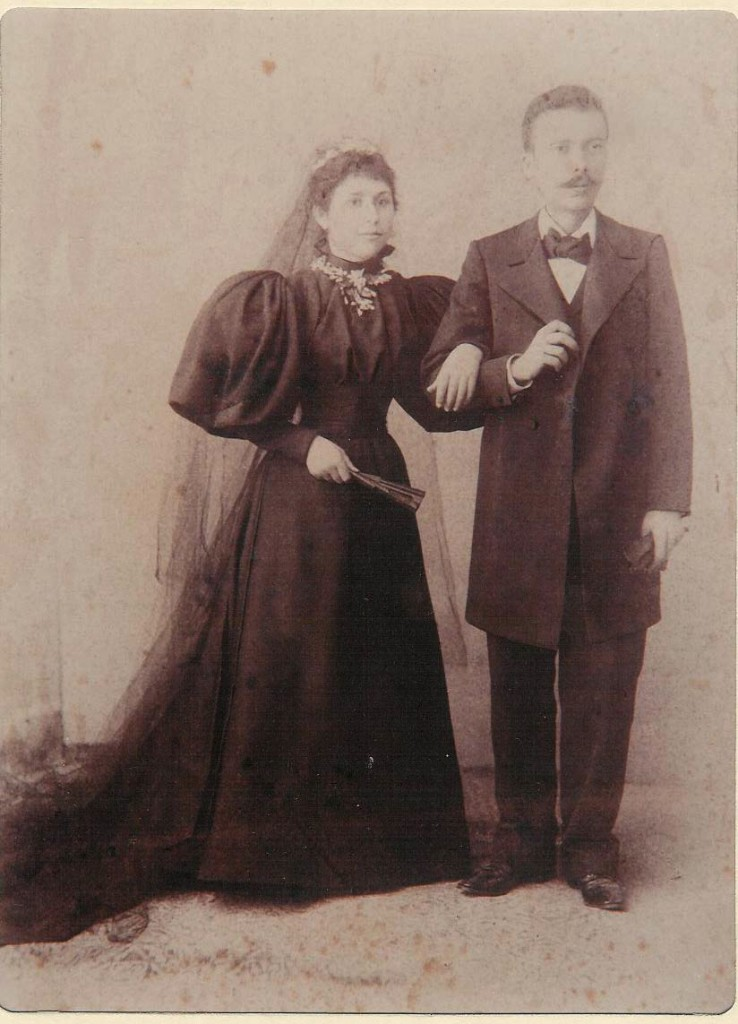
Adulfo de Calatayud y Estaña y Isabel Benavent Ascó, XV barones de Agres y Sella

- Adulfo de Calatayud y Estaña[5] (Cocentaina, 1858-Ibi, 1913), XV barón de Agres y Sella. Sucedió a su padre en 1866. Tres años después de su muerte, en 1916, a causa de unos pleitos sobre la sucesión con José María Calatayud Soler, le sucedió su hijo:

- Adolfo de Calatayud y Benavent (1899-Valencia, 1987), XVI barón de Agres y Sella. No tiene descendencia. El título pasa a su sobrina Isabel.[4]

Juan de Calatayud y Benavent (ca. 1907-Sella, 1956), casado con Amparo Sarthou Storrer. Al fallecer antes que su hermano, el título pasó a su hija:
- Isabel de Calatayud y Sarthou (n. en 1943), XVII baronesa de Agres y Sella desde 2005.